# اچ‌ام‌اس چتم (۱۶۹۱)
اچ‌ام‌اس چتم (۱۶۹۱) (به انگلیسی: HMS Chatham (1691)) یک کشتی بود که طول آن ۱۲۶ فوت (۳۸٫۴ متر) بود.